# Tradescantia nuevoleonensis
Tradescantia nuevoleonensis är en himmelsblomsväxtart som beskrevs av Eizi Matuda. Tradescantia nuevoleonensis ingår i släktet båtblommor, och familjen himmelsblomsväxter. Inga underarter finns listade.